# Поляков, Илья Яковлевич
Илья Яковлевич Поляков (1912—1992) — советский зоолог, заслуженный деятель науки РСФСР, доктор сельскохозяйственных наук, профессор. Более 40 лет руководил лабораторией прогнозов размножения массовых вредителей (в настоящее время — лаборатория фитосанитарной диагностики и прогнозов) во Всероссийском научно-исследовательском институте защиты растений (Ленинград, Санкт-Петербург), основатель отечественной школы прогнозистов в защите растений, признанный авторитет и координатор исследований в области прогнозирования в странах-членах Совета Экономической Взаимопомощи (СЭВ).

## Биография
Родился 10 июля 1912 года в с. Верхний Рогачик, Таврическая губерния, Российская империя.
- 1929—1932 — студент биологического факультета Крымского педагогического института, г. Симферополь
- 1932—1934 — аспирант кафедры зоологии Крымского педагогического института,
- 1934—1936 — заведующий Джанкойским опорным пунктом ВНИИ защиты растений, Крым, Джанкойский район, с. Дымовка
- 1937—1938 — заведующий Актюбинским опорным пунктом ВНИИ защиты растений, г. Актюбинск
- 1938—1941 — заведующий аспирантурой ВНИИ защиты растений, г. Ленинград
- 1941—1946 — Рабоче-Крестьянская Красная Армия, Ленинградский фронт, Ленинградская армия ПВО
- 1946—1990 — руководитель лаборатории прогнозов, затем отдела прогнозов ВНИИ защиты растений, г. Ленинград
- 1938 — кандидат биологических наук; тема диссертации: «Распространение и экология общественной полёвки и некоторых других грызунов в степях Крыма»
- 1950 — доктор сельскохозяйственных наук; тема диссертации: «Теоретические основы прогноза численности мышевидных грызунов и мероприятий по предотвращению их вредоносности в Европейской части СССР и Закавказье»
- 1956 — профессор
- 1975 — заслуженный деятель науки РСФСР

Умер 30 апреля 1992 года в Хайфе, Израиль.

## Ученики
Среди его учеников — кандидаты наук Аликина Е. В., Аскеров Г. Я., Богданова Е. Г., Булыгинская М. А., Васильев С. В., Виноградов А. В., Возов Н. А., Гладкина Т. С., Голенищев Н. Н., Доронина Г. М., Зархидзе В. А., Зимавичюс А. И., Иванов О. А., Ипатьева Н. П., Каганцова Р. М., Кадочников Н. П., Каптен Ю. Л., Кормилицина В. В., Кряжева Л. П., Кубанцев Б. С., Кулик А. В., Леви Э. К., Левин Н. А., Левина С. И., Мазанов М. Б., Малкова Л. К., Мейер М. Н., Мокеева Т. М., Никишина Е. С., Пегельман С. Г., Правдина Л. И., Прокофьева З. В., Салимова М. Х., Самойлова А. В., Саулич М. И., Схолль Е. Д., Хомякова В. О., Чернов В. Е. Из них докторами наук стали: Булыгинская М. А., Гладкина Т. С., Кубанцев Б. С., Мейер М. Н., Пегельман С. Г.

## Основные труды

### Автор
Автор более 450 научных работ, среди которых учебники и монографии; его научное наследие продолжает использоваться в изучении вопросов экологии грызунов, обитающих в условиях агроценозов и борьбе с ними, в разработке прогнозов распространения особо опасных вредных организмов.
- Поляков И. Я. Вредные грызуны и борьба с ними. — (1-е изд.). — М.; Л.: Сельхозиздат. Ленингр. отд-ние, 1961. — 264 с.
- Поляков И. Я. Прогноз распространения вредителей сельскохозяйственных культур. — Л.: Колос. Ленингр. отд-ние, 1964. — 328 с.
- Поляков И. Я. Вредные грызуны и борьба с ними. — 2-е изд., перераб. и доп. — Л.: Колос. Ленингр. отд-ние, 1968. — 256 с.
- Бондаренко Н. В., Поляков И. Я., Стрелков А. А. Вредные нематоды, клещи, грызуны: Учебное пособие / Под ред. д-ра биол. наук Н. В. Бондаренко. — (1-е изд.). — Л.: Колос. Ленингр. отд-ние, 1969. — 272 с. — (Учебники и учебные пособия для высших сельскохозяйственных учебных заведений). — 10 000 экз.
- Поляков И. Я., Сергеев Г. Е., Макарова Л. А. и др. Прогноз развития вредителей сельскохозяйственных культур. — Л.: Колос. Ленингр. отд-ние, 1975. — 242 с.
- Поляков И. Я. Методы управления агроэкосистемами в защите растений и принципы их разработки: (обзор) / Министерство сельского хозяйства СССР, Всесоюзный научно-исследовательский институт информации и технико-экономических исследований по сельскому хозяйству; Редкол.: гл. ред., акад. ВАСХНИЛ А. В. Пухальский и др. — М.: ВНИИТЭИСХ, 1976. — 66 с. — (Обзор информации).
- Бондаренко Н. В., Поляков И. Я., Стрелков А. А. Вредные нематоды, клещи, грызуны: Учебное пособие / Под ред. чл.-кор. ВАСХНИЛ, проф. Н. В. Бондаренко. — 2-е изд., перераб. — Л.: Колос. Ленингр. отд-ние, 1977. — 264 с. — (Учебники и учебные пособия для высших сельскохозяйственных учебных заведений).
- Громов И. М., Поляков И. Я. Полевки (Microtinae) / Гл. ред. О. А. Скарлато. — Л.: Наука, 1977. — 504 с. — (Фауна СССР. Новая серия, № 116. Млекопитающие. Т. 3. Вып. 8).
- Поляков И. Я., Персов М. П., Смирнов В. А. Прогноз развития вредителей и болезней сельскохозяйственных культур (с практикумом). — Л.: Колос. Ленингр. отд-ние, 1984. — 320 с. — (Учебники и учебные пособия для высших сельскохозяйственных учебных заведений).
- Поляков И. Я., Левитин М. М., Танский В. И. Фитосанитарная диагностика в интегрированной защите растений / Рос. акад. с.-х. наук, Всерос. науч.-исслед. ин-т защиты растений. — М.: Колос, 1995. — 208 с. — ISBN 5-10-002673-1.

### Редактор
И. Я. Поляков был организатором издания и редактором тематических Трудов ВИЗР, ВАСХНИЛ и многочисленных сборников научных работ, основные из них:
- Прогноз появления и учёт вредителей и болезней сельскохозяйственных культур (под ред. Косова В. В. и Полякова И. Я.). М., Изд. МСХ СССР. 1958. 631 с.
- Биологические основы борьбы с грызунами (под ред. Полякова И. Я.) // Труды ВИЗР, вып. 12, 1958. М., 219 c.
- Выявление сельскохозяйственных вредителей и сигнализация сроков борьбы с ними (под ред. Полякова И. Я.). М., Россельхозиздат. 1964. 204 с.
- Приспособительная изменчивость грызунов (под ред. Полякова И. Я.) // Труды ВИЗР, вып. 30, ч. I, 1969. Л., 198 c.; ч. II, 1970. Л., 246 с.
- Биологические основы защиты хлопчатника от вредителей (под ред. Полякова И. Я.) // Труды ВИЗР, вып. 32, ч. I, 1971. Л., 192 c.; ч. II, 1972. Л., 196 с.
- Логическое и математическое моделирование в защите растений (под ред. Полякова И. Я.) // Труды ВИЗР, вып. 50, 1976. Л., 190 c.
- Методы прогноза развития вредителей и болезней сельскохозяйственных культур (под ред. Фадеева Ю. Н. и Полякова И. Я.) // Труды ВАСХНИЛ, 1978. М., Колос. 272 с.
- Методы автоматизации прогнозирования и планирования работ по защите растений (под ред. Полякова И. Я.) // Труды ВИЗР, вып. 64, 1980. Л., 115 c.
- Эколого-физиологические предпосылки современной системы борьбы с луговым мотыльком (под ред. Полякова И. Я.) // Труды ВИЗР, вып. 65, 1980. Л., 138 c.
- Контроль и прогноз — основа целенаправленной защиты растений (под ред. Полякова И. Я. и Эберта В.). Берлин, 1982. 352 с.
- Пути автоматизации фитосанитарной диагностики (под ред. Полякова И. Я.) // Труды ВИЗР, [вып. 79], 1985. Л., 121 c.
- Теория, методы и технология автоматизации фитосанитарной диагностики (под ред. Полякова И. Я.) // Труды ВИЗР, [вып. 95], 1993. Л., 143 c.